# Scopus (citatna baza podataka)
Scopus, Elsevierova citatna baza podataka, odnosno podatkovna baza sažetaka (kratkih sadržaja) i citata recenziranih radova. Rabeći pametna oruđa lako je pronaći i analizirati pretraživanja. Scopus donosi najopsežniji pregled svjetskih istraživanja u području znanosti, tehnologije, medicine, društvenih znanosti i umjetnosti i u humanističkim znanostima. Pokrenuta je 2004. godine. Obuhvaća 69 milijuna zapisa. Obuhvaća znanosti o životu, društvene znanosti, fizičke znanosti i zdravstvene znanosti. Sadrži 36 377 naslova, od čega 22 794 aktivna i 13 583 neaktivnih, od otprilike 11 678 izdavača. Od tih 36 377naslova, 34 346 su recenzirani u gore navedenim četirima skupinama. Potpuni popis je na stranicama SCImago Journal Rank. Scopus pokriva tri vrste vrela: knjižne nizove, revije i privredni časopis. Pretrage u Scopusu također uključuju pretrage podatkovne baze patenata. Scopus pruže četiri vrste mjerenja kakvoće za svaki naslov; h-Index, CiteScore, SJR (SCImago Journal Rank) i SNIP (Source Normalized Impact per Paper). Pristup je omogućen pretplatnicima.

## Vanjske poveznice
- Službene stranice
- Popis naslova